# Reinhold Wild
Reinhold Wild (* 15. Februar 1943 in Regensburg) ist ein ehemaliger deutscher Politiker (NPD).

## Leben
Wild war Regierungsoberinspektor in der Landesverwaltung Baden-Württemberg. Außerdem war er als Gastronom in Konstanz tätig.
Wild war Mitglied der NPD. Bei der Landtagswahl in Baden-Württemberg 1968 kandidierte er im Wahlkreis Crailsheim. Er zog über ein Zweitmandat in den Landtag von Baden-Württemberg ein. Am 13. Dezember 1971 verließ er die NPD-Fraktion. Er gehörte dem Landtag bis zum Ende der Legislaturperiode 1972 an.